# Ołeksijiwka (hromada Ketrysaniwka)
Ołeksijiwka (ukr. Олексіївка) – wieś na Ukrainie, w obwodzie kirowohradzkim, w rejonie kropywnyckim, w hromadzie Ketrysaniwka. W 2001 liczyła 654 mieszkańców, spośród których 621 wskazało jako ojczysty język ukraiński, 17 rosyjski, 12 mołdawski, 12 białoruski, 4 ormiański, a 1 gagauski.